# Anteris indica
Anteris indica är en stekelart som beskrevs av Sharma 1978. Anteris indica ingår i släktet Anteris och familjen Scelionidae. Inga underarter finns listade i Catalogue of Life.